# عاهدة زناتي
عاهدة الزناتي هي مصممة أزياء استرالية من أصل لبناني ولدت في عام 1967 في لبنان.
ولدت في طرابلس في لبنان وانتقلت مع أسرتها إلى أستراليا وهي في الثانية من عمرها.
اولا صممت لباس هجود hijood وهذا الاسم مشتق من كلمتي hijab (حجاب) وhood (قناع الرأس) لكى تمارس فيه المسلمات الرياضة.
في عام 2004، أطلقت سلسلة من الملابس الرياضية للنساء المسلمات تحت علامة تجارية أسمتها «عاهدة» (Ahiida).
وأسست شركة عاهدة بي تي واي المحدودة وتحت هذه العلامة التجارية صممت ما أسمته بوركيني (buqini) وهذه الكلمة مشتقة من كلمتي (burqa) البرقع و (bikini) ليستخدم من قبل السباحات المسلمات.
صرحت أهيدا أن مبيعاتها بلغت أكثر من 700 الف قطعة ملابس منذ عام 2008.
تم تسجيل البوركيني بعد ذلك كعلامة تجارية مملوكة لشركة أهيدا على الرغم من أن الاسم أصبح مصطلح عام لأشكال مماثلة من ملابس السباحة الإسلامية.